# Tribu xoixon Duckwater
La tribu xoixon Duckwater és una tribu reconeguda federalment de xoixons occidentals al centre de Nevada. El seu autònim és Tsaidüka, que vol dir "menjadors de tule."

## Reserva

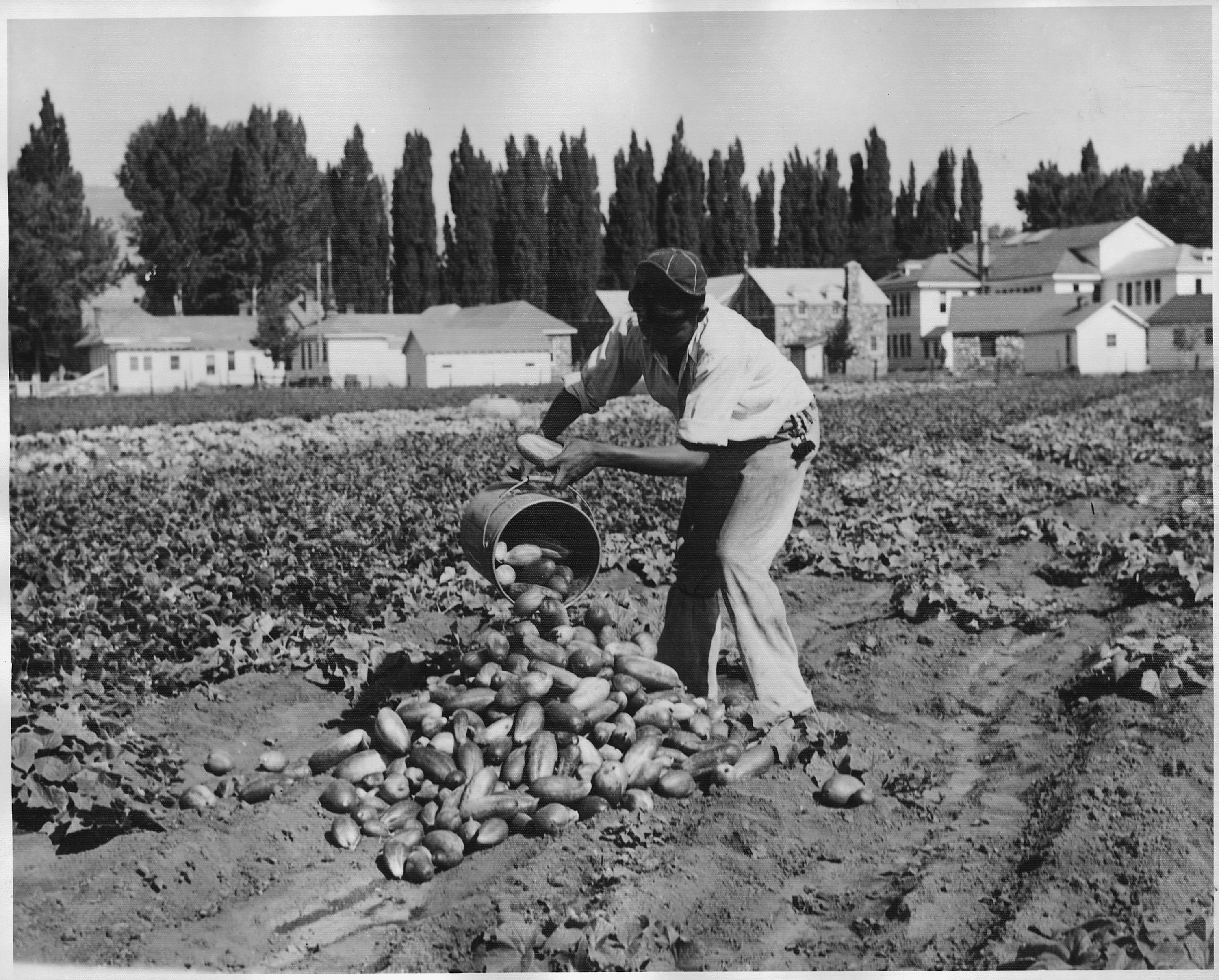
John Billy (paiute) cultivant a la reserva Duckwater pel 1930

La tribu Xoixon Duckwater té una reserva federal, la reserva índia Duckwater (38° 55′ 49″ N, 115° 42′ 37″ O / 38.93028°N,115.71028°O), al comtat de Nye (Nevada). La reserva es va establir en 1940, quan la tribu va comprar els 3.272 acres (13,24 km²) de Florio Ranch i s'hi instal·laren 21 famílies. Avui té aproximadament 3.815 acres (15,44 km²). En 1990, hi vivien 288 membres de la tribu.

## Història
Tradicionalment aquesta banda xoixon, una tribu de la Gran Conca, durant l'estiu caçava vora Railroad Valley i vivien en cases amb forma cònica a les muntanyes a l'hivern. Caçaven ànecs, galls de plana, gossos de la planura, conills, marmotes, cérvols i altres peces de caça major. Conreaven Chenopodium i mentzelia.
Els colons europeus-americans entraren a les seves terres durant tot el segle xix. El 1863 els colons i els xoixons occidentals van signar la pau amb el Tractat de Ruby Valley que estipulava que els colons blancs no s'establirien amb més terres xoixon. Els membres de la tribu van trobar feina com a treballadors dels ranxos.
La tribu va formar un nou govern sota la Llei de Reorganització Índia de 1934.

## Avui
La tribu xoixoni Duckwater té la seu a Duckwater (Nevada). Es regeixen per un govern elegit democràticament, el Consell Tribal de cinc membres. El seu cap tribal és Virginia Sánchez, qui va succeir Jerry Millet. La tribu té una oficina de salut mediambiental, un centre de salut i centre d'ancians.
La llar d'infants Duckwater-Shoshone és una empresa tribal. Les llars d'infants conreen plantes nadiues en dos hivernacles, que usen en projectes de fitoremediació per a extraccions minaires. El Servei de Pesca i Fauna Salvatge dels Estats Units concedit la tribu tres beques per a restaurar el Crenichthys nevadae, una espècie amenaçada.
Cada juny la tribu celebra el seu festival anual amb un powwow, barbacoa, jocs, i altres esdeveniments. Aquesta és una continuació dels festivals tradicionals d'estiu convocats per la tribu, on es fan danses en cercle.

## Notables membres tribal
- Tina Manning (m. 1979), activista dels drets de l'aigua.